# استاد دائمی (فیلم)
«استاد دائمی» (انگلیسی: Tenure (film)) یک فیلم است که در سال ۲۰۰۹ منتشر شد. از بازیگران آن می‌توان به لوک ویلسون، دیوید کوچنر، و گرچن مول اشاره کرد.